# Himantolophidae
A família dos himantolophidae é formada por peixes actinopterígeos pertencentes à ordem Lophiiformes comummente conhecidos como peixe-futebol. 
Esta família de peixes habita em águas profundas tropicais e subtropicais do Atlântico, do Índico e do Pacífico.

## Taxonomia
Esta família abarca cerca de 22 espécies dentro do género Himantolophus, que é o único género desta família.
O nome Himantolophus advém do grego antigo, da aglutinação dos étimos himantos, que significa «correia, cabo», e lophos, que veicula a ideia de «crista, crina ou cume».

## Descrição
Caracterizam-se pelo destacado dimorfismo sexual, em sede do qual as fêmeas se afiguram maiores do que os machos, com 46 centímetros de comprimentos, ao passo que aqueles tendem a medir 4 centímetros.
Outra manifestação do dimorfismo sexual denota-se no formato, as fêmeas costumam ter um feitio globoso, alusivo a uma bola de futebol, ao passo que os machos se afiguram mais fusiformes em feitio.
Ainda nesta toada, os machos têm barbatanas natatórias mais desenvolvidas do que as das fêmeas, ao passo que, por seu turno, as fêmeas exibem placas ósseas espinhosas
Em ambos os sexos, há uma ausência de parietais durante toda a vida e, ainda, na parte de trás da cabeça contam com uma estrutura filiforme e bioluminescente, semelhante a uma cana de pesca, que usam para atrair as presas.